# Frontonia leucas
Frontonia leucas es una especie de protista ciliado de la familia Frontoniidae descrito por el biólogo alemán Christian Gottfried Ehrenberg en 1838.

## Anatomía

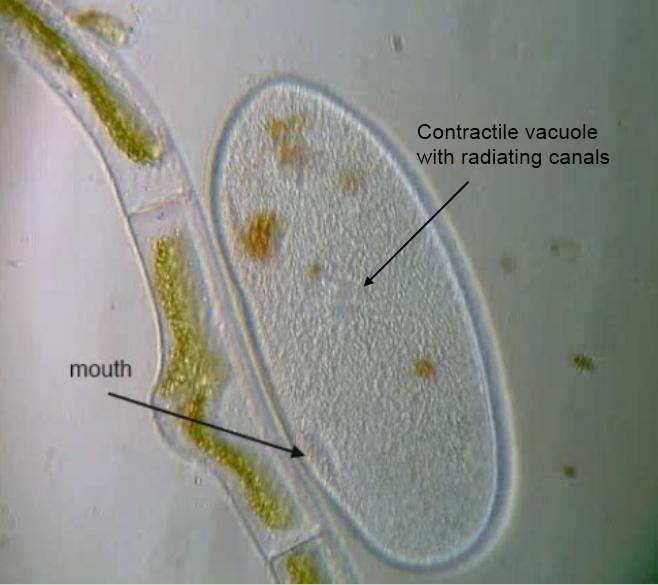
Frontonia leucas visto con un microscopio de campo claro,se puede apreciar el citostoma en la zona inferior derecha de la célula.
También se puede observar una Vacuola contráctil con canales radiantes.

Se trata de un ciliado ovalado y largo, con una longitud de 146-306 micras de largo y 54.8-94.9 micras de ancho.

### Estructuras ciliares
Estos ciliados, al igual que otras especies del género Frontonia, están ciliados uniformemente y usualmente rodeados de tricoquistes.

## Hábitat
A este organismo se le puede encontrar en aguas corrientes y estancadas durante todo el año, viviendo en sedimentos a profundidades de 5 centímetros.

## Alimentación
Se alimenta de bacterias, flagelados heterótrofos y autótrofos, diatomeas, algas de alrededor de 50 micras de longitud,amebas,otros ciliados y rotíferos.
Se ha reportado canibalismo en esta especie.